# Monostaechas quadridens
Monostaechas quadridens is een hydroïdpoliep uit de familie Halopterididae. De poliep komt uit het geslacht Monostaechas. Monostaechas quadridens werd in 1859 voor het eerst wetenschappelijk beschreven door McCrady. 